# Dánia vasútállomásainak listája
Ez a lista Dánia vasútállomásait sorolja fel.

## A lista
| Név                                      | Vasútvonal | Közigazgatási egység              | Kép |
| ---------------------------------------- | --- | --------------------------------- | --- |
| Aabenraa Station                         | Rødekro–Aabenraa-vasútvonal | Aabenraa község                   |     |
| Aalborg Vestby vasútállomás              | Frederikshavn–Aalborg-vasútvonal | Aalborg község                    |     |
| Aalborg vasútállomás                     | Frederikshavn–Aalborg-vasútvonal Randers-Aalborg-vasútvonal Fjerritslev–Frederikshavn-vasútvonal Aalborg-Hadsund Jernbane                           | Aalborg község                    |     |
| Aalbæk vasútállomás                      | Skagensbanen | Frederikshavn község              |     |
| Aarhus Central vasútállomás              | Østjyske længdebane Randers–Aarhus-vasútvonal | Aarhus község                     |     |
| Aarup Station                            | Nyborg-Fredericia-vasútvonal | Assens község                     |     |
| Albertslund vasútállomás                 | Vestbanen | Albertslund község                |     |
| Alken station                            | Skanderborg-Skjern-banen | Skanderborg község                |     |
| Allerød vasútállomás                     | Nordbanen | Allerød község                    |     |
| Amstrup Station                          | Lemvigbanen | Lemvig község                     |     |
| Arden vasútállomás                       | Randers-Aalborg-vasútvonal | Mariagerfjord község              |     |
| Armose Station                           | Lemvigbanen | Lemvig község                     |     |
| Asnæs Station                            | Odsherredsbanen | Odsherred község                  |     |
| Assedrup Station                         | Odderbanen | Odder község                      |     |
| Aulum railway station                    | Vejle–Holstebro-vasútvonal | Herning község                    |     |
| Avedøre vasútállomás                     | Køgebugtbanen | Hvidovre község                   |     |
| Avnede Station                           | Lollandsbanen | Lolland község                    |     |
| Bagmarken Station                        | Tølløsebanen | Holbæk község                     |     |
| Bagsværd vasútállomás                    | Hareskovbanen | Gladsaxe község                   |     |
| Balleby Station                          | Lemvigbanen | Lemvig község                     |     |
| Ballerup vasútállomás                    | Frederikssundbanen | Ballerup község                   |     |
| Baunhøj Station                          | Vestbanen | Varde község                      |     |
| Beder Station                            | Odderbanen | Aarhus község                     |     |
| Bedsted Thy vasútállomás                 | Thybanen | Thisted község                    |     |
| Bernstorffsvej vasútállomás              | Nordbanen | Gentofte község                   |     |
| Billum railway station                   | Vestbanen | Varde község                      |     |
| Birk Centerpark railway station          | Skanderborg-Skjern-banen | Herning község                    |     |
| Birkerød vasútállomás                    | Nordbanen | Rudersdal község                  |     |
| Bispebjerg vasútállomás                  | Ringbanen | Koppenhága község                 |     |
| Bjerringbro vasútállomás                 | Langå-Struer-banen | Viborg község                     |     |
| Bonnet Station                           | Lemvigbanen | Lemvig község                     |     |
| Bording railway station                  | Skanderborg-Skjern-banen | Ikast-Brande község               |     |
| Borris Station                           | Skanderborg-Skjern-banen | Ringkøbing-Skjern község          |     |
| Borup Station                            | Koppenhága-Fredericia-vasútvonal | Køge község                       |     |
| Boulevarden Station                      | Vestbanen | Varde község                      |     |
| Bramming Station                         | Lunderskov–Esbjerg-vasútvonal Bramming–Tønder-vasútvonal                                                                                            | Esbjerg község                    |     |
| Brande Station                           | Vejle–Holstebro-vasútvonal Funder-Bramming-banen | Ikast-Brande község               |     |
| Brandhøj Station                         | Hedelands Veteranbane | Høje-Taastrup község              |     |
| Bred Station                             | Nyborg-Fredericia-vasútvonal | Assens község                     |     |
| Brede Station                            | Nærum-vasútvonal | Lyngby-Taarbæk község             |     |
| Bredebro Station                         | Bramming–Tønder-vasútvonal Rødekro–Løgumkloster–Bredebro-vasútvonal                                                                                 | Tønder község                     |     |
| Brejning Station                         | Fredericia–Aarhus-vasútvonal | Vejle község                      |     |
| Brødeskov Station                        | Frederiksværkbanen | Hillerød község                   |     |
| Brøndby Strand vasútállomás              | Køgebugtbanen | Brøndby község                    |     |
| Brøndbyøster vasútállomás                | Vestbanen | Brøndby község                    |     |
| Brønderslev vasútállomás                 | Frederikshavn–Aalborg-vasútvonal | Brønderslev község                |     |
| Brøns Station                            | Bramming–Tønder-vasútvonal | Tønder község                     |     |
| Brørup Station                           | Lunderskov–Esbjerg-vasútvonal | Vejen község                      |     |
| Buddinge vasútállomás                    | Hareskovbanen | Gladsaxe község                   |     |
| Bunken railway vasúti megálló            | Skagensbanen | Frederikshavn község              |     |
| Bur railway station                      | Den vestjyske længdebane | Holstebro község                  |     |
| Bækmarksbro Station                      | Lemvigbanen | Lemvig község                     |     |
| Børkop Station                           | Fredericia–Aarhus-vasútvonal | Vejle község                      |     |
| Carlsberg vasútállomás                   | Vestbanen | Koppenhága község                 |     |
| Charlottenlund vasútállomás              | Klampenborgbanen | Gentofte község                   |     |
| Danshøj vasútállomás                     | Vestbanen Ringbanen | Koppenhága község                 |     |
| Dianalund Station                        | Tølløsebanen | Sorø község                       |     |
| Dronningmølle vasútállomás               | Hornbækbanen | Gribskov község                   |     |
| Duemose Station                          | Gribskovbanen | Gribskov község                   |     |
| Dybbølsbro vasútállomás                  | Vestbanen Køgebugtbanen | Koppenhága község                 |     |
| Dyreby railway station                   | Vestbanen | Varde község                      |     |
| Dyssegård vasútállomás                   | Hareskovbanen | Gentofte község                   |     |
| Dyssekilde Station                       | Frederiksværkbanen | Frederiksværk-Hundested község    |     |
| Døstrup Sønderjylland Station            | Bramming–Tønder-vasútvonal | Tønder község                     |     |
| Egedal vasútállomás                      | Frederikssundbanen | Egedal község                     |     |
| Egøje Station                            | Østbanen | Køge község                       |     |
| Ejby Station                             | Nyborg-Fredericia-vasútvonal | Middelfart község                 |     |
| Emdrup vasútállomás                      | Hareskovbanen | Koppenhága község                 |     |
| Emmersbæk halt                           | Hirtshalsbanen | Hjørring község                   |     |
| Engesvang Station                        | Skanderborg-Skjern-banen | Ikast-Brande község               |     |
| Esbjerg vasútállomás                     | Den vestjyske længdebane Lunderskov–Esbjerg-vasútvonal                                                                                              | Esbjerg község                    |     |
| Eskilstrup Station                       | Sydbanen | Guldborgsund község               |     |
| Espergærde vasútállomás                  | Kystbanen | Helsingør község                  |     |
| Farum vasútállomás                       | Hareskovbanen | Furesø község                     |     |
| Favrholm Station                         | Nordbanen Frederiksværkbanen | Hillerød község                   |     |
| Faxe Ladeplads Station                   | Østbanen | Faxe község                       |     |
| Faxe Syd Station                         | Østbanen | Faxe község                       |     |
| Fem Ege Station                          | Hedelands Veteranbane | Roskilde község                   |     |
| Festivalpladsen T                        | Roskilde–Næstved-vasútvonal | Roskilde község                   |     |
| Firhøj vasútállomás                      | Hornbækbanen | Gribskov község                   |     |
| Fjellenstrup railway halt                | Gribskovbanen | Gribskov község                   |     |
| Flintebjerg Station                      | Hedelands Veteranbane | Høje-Taastrup község              |     |
| Flintholm Station                        | Frederikssundbanen Ringbanen | Frederiksberg község              |     |
| Fredensborg vasútállomás                 | Hillerød - Snekkersten-vasútvonal | Fredensborg község                |     |
| Fredericia Station                       | Fredericia–Aarhus-vasútvonal Fredericia-Vamdrup-vasútvonal Nyborg-Fredericia-vasútvonal                                                             | Fredericia község                 |     |
| Frederikshavn vasútállomás               | Skagensbanen Frederikshavn–Aalborg-vasútvonal | Frederikshavn község              |     |
| Frederikshavnsvej railway vasúti megálló | Skagensbanen | Frederikshavn község              |     |
| Frederikssund vasútállomás               | Frederikssundbanen | Frederikssund község              |     |
| Frederiksværk station                    | Frederiksværkbanen | Frederiksværk-Hundested község    |     |
| Friheden vasútállomás                    | Køgebugtbanen | Hvidovre község                   |     |
| Frisvadvej Station                       | Vestbanen | Varde község                      |     |
| Fruens Bøge Station                      | Svendborgbanen Odense–Nørre Broby–Faaborg-vasútvonal                                                                                                | Odense község                     |     |
| Fuglebakken vasútállomás                 | Ringbanen | Frederiksberg község              |     |
| Fuglevad Station                         | Nærum-vasútvonal | Lyngby-Taarbæk község             |     |
| Funder Station                           | Skanderborg-Skjern-banen | Samsø község                      |     |
| Fåre Station                             | Lemvigbanen | Lemvig község                     |     |
| Fårevejle Station                        | Odsherredsbanen | Odsherred község                  |     |
| Gadstrup Station                         | Roskilde–Næstved-vasútvonal | Roskilde község                   |     |
| Gelsted railway station                  | Nyborg-Fredericia-vasútvonal | Middelfart község                 |     |
| Gentofte vasútállomás                    | Nordbanen | Gentofte község                   |     |
| Gilleleje East vasúti megálló            | Hornbækbanen | Gribskov község                   |     |
| Gilleleje vasútállomás                   | Hornbækbanen Gribskovbanen | Gribskov község                   |     |
| Gislinge Station                         | Odsherredsbanen | Holbæk község                     |     |
| Give railway station                     | Vejle–Holstebro-vasútvonal | Vejle község                      |     |
| Gjesing railway station                  | Den vestjyske længdebane | Esbjerg község                    |     |
| Glostrup vasútállomás                    | Vestbanen Koppenhága-Fredericia-vasútvonal | Glostrup község                   |     |
| Glumsø railway station                   | Sydbanen Næstved-Hillerød-vasútvonal | Næstved község                    |     |
| Godhavn Station                          | Gribskovbanen | Gribskov község                   |     |
| Gredstedbro Station                      | Bramming–Tønder-vasútvonal | Esbjerg község                    |     |
| Grenaa vasútállomás                      | Grenaabanen Ryomgård-Grenaa Vest-vasútvonal | Norddjurs község                  |     |
| Greve vasútállomás                       | Køgebugtbanen | Greve község                      |     |
| Grevinge Station                         | Odsherredsbanen | Odsherred község                  |     |
| Gribsø Station                           | Gribskovbanen | Hillerød község                   |     |
| Grimstrup Halt                           | Frederiksværkbanen | Frederiksværk-Hundested község    |     |
| Grubberholm Station                      | Østbanen | Stevns község                     |     |
| Gråsten Station                          | Sønderborg–Tinglev-vasútvonal | Sønderborg község                 |     |
| Grænge Station                           | Lollandsbanen | Guldborgsund község               |     |
| Græsted South railway halt               | Gribskovbanen | Gribskov község                   |     |
| Græsted vasútállomás                     | Gribskovbanen | Gribskov község                   |     |
| Grøndal vasútállomás                     | Ringbanen | Koppenhága község                 |     |
| Grønholt railway vasúti megálló          | Hillerød - Snekkersten-vasútvonal | Fredensborg község                |     |
| Grønnehave vasútállomás                  | Hornbækbanen | Helsingør község                  |     |
| Guldager train station                   | Den vestjyske længdebane | Esbjerg község                    |     |
| Gunnar Clausens Vej Station              | Odderbanen | Aarhus község                     |     |
| Gårde railway station                    | Den vestjyske længdebane | Varde község                      |     |
| Gødstrup Station                         | Vejle–Holstebro-vasútvonal | Herning község                    |     |
| Gørding Station                          | Lunderskov–Esbjerg-vasútvonal | Esbjerg község                    |     |
| Gørløse Station                          | Frederiksværkbanen | Hillerød község                   |     |
| Hadsten vasútállomás                     | Østjyske længdebane | Favrskov község                   |     |
| Hammerum station                         | Skanderborg-Skjern-banen | Herning község                    |     |
| Hanehoved Station                        | Frederiksværkbanen | Frederiksværk-Hundested község    |     |
| Harboøre Station                         | Lemvigbanen | Lemvig község                     |     |
| Hareskov vasútállomás                    | Hareskovbanen | Furesø község                     |     |
| Haslev Station                           | Roskilde–Næstved-vasútvonal | Faxe község                       |     |
| Havdrup Station                          | Roskilde–Næstved-vasútvonal | Solrød község                     |     |
| Hedehusene railway station               | Koppenhága-Fredericia-vasútvonal | Høje-Taastrup község              |     |
| Hedehusgård Station                      | Hedelands Veteranbane | Høje-Taastrup község              |     |
| Hedensted Station                        | Fredericia–Aarhus-vasútvonal | Hedensted község                  |     |
| Hee railway station                      | Den vestjyske længdebane | Ringkøbing-Skjern község          |     |
| Hellebæk vasútállomás                    | Hornbækbanen | Helsingør község                  |     |
| Hellerup vasútállomás                    | Nordbanen Klampenborgbanen Ringbanen Kystbanen | Gentofte község Koppenhága község |     |
| Helsinge vasútállomás                    | Gribskovbanen | Gribskov község                   |     |
| Helsingør vasútállomás                   | Kystbanen Hillerød - Snekkersten-vasútvonal Hornbækbanen                                                                                            | Helsingør község                  |     |
| Henne railway station                    | Vestbanen | Varde község                      |     |
| Herfølge Station                         | Roskilde–Næstved-vasútvonal | Køge község                       |     |
| Herlev vasútállomás                      | Frederikssundbanen | Herlev község                     |     |
| Herning Messecenter railway station      | Skanderborg-Skjern-banen | Herning község                    |     |
| Herning station                          | Skanderborg-Skjern-banen Vejle–Holstebro-vasútvonal Herning-Viborg-vasútvonal                                                                       | Herning község                    |     |
| Herregårdsparken railway vasúti megálló  | Hirtshalsbanen | Hjørring község                   |     |
| Hessel Station                           | Grenaabanen | Norddjurs község                  |     |
| Hillerød vasútállomás                    | Nordbanen Hillerød - Snekkersten-vasútvonal Gribskovbanen Frederiksværkbanen                                                                        | Hillerød község                   |     |
| Himlingøje Station                       | Østbanen | Stevns község                     |     |
| Hinnerup vasútállomás                    | Østjyske længdebane | Favrskov község                   |     |
| Hirtshals vasútállomás                   | Hirtshalsbanen | Hjørring község                   |     |
| Hjallese Station                         | Svendborgbanen | Odense község                     |     |
| Hjerm vasútállomás                       | Den vestjyske længdebane | Struer község                     |     |
| Hjortshøj vasútállomás                   | Grenaabanen | Aarhus község                     |     |
| Hjørring East station                    | Frederikshavn–Aalborg-vasútvonal | Hjørring község                   |     |
| Hjørring vasútállomás                    | Hirtshalsbanen Frederikshavn–Aalborg-vasútvonal | Hjørring község                   |     |
| Hobro vasútállomás                       | Randers-Aalborg-vasútvonal Spoorlijn Hobro - Løgstør                                                                                                | Mariagerfjord község              |     |
| Holbæk Station                           | Nordvestbanen Odsherredsbanen | Holbæk község                     |     |
| Holløse Station                          | Gribskovbanen | Gribskov község                   |     |
| Holme-Olstrup Station                    | Roskilde–Næstved-vasútvonal | Næstved község                    |     |
| Holmstrup Station                        | Nyborg-Fredericia-vasútvonal | Odense község                     |     |
| Holstebro vasútállomás                   | Den vestjyske længdebane Vejle–Holstebro-vasútvonal Ørnhøjbanen                                                                                     | Holstebro község                  |     |
| Holsted Station                          | Lunderskov–Esbjerg-vasútvonal | Vejen község                      |     |
| Holte vasútállomás                       | Nordbanen | Rudersdal község                  |     |
| Hornbæk vasútállomás                     | Hornbækbanen | Helsingør község                  |     |
| Horne vasútállomás                       | Hirtshalsbanen | Hjørring község                   |     |
| Horneby Sand vasúti megálló              | Hornbækbanen | Helsingør község                  |     |
| Hornslet vasútállomás                    | Grenaabanen | Syddjurs község                   |     |
| Horsens station                          | Fredericia–Aarhus-vasútvonal Horsens-Juelsminde-vasútvonal Horsens-Thyregod-vasútvonal Horsens-Bryrup-Silkeborg-vasútvonal Horsens-Odder-vasútvonal | Horsens község                    |     |
| Hovmarken railway vasúti megálló         | Grenaabanen | Aarhus község                     |     |
| Hulsig vasútállomás                      | Skagensbanen | Frederikshavn község              |     |
| Humlebæk vasútállomás                    | Kystbanen | Fredensborg község                |     |
| Humlum vasútállomás                      | Thybanen | Struer község                     |     |
| Hundested Havn Station                   | Frederiksværkbanen | Frederiksværk-Hundested község    |     |
| Hundested Station                        | Frederiksværkbanen | Frederiksværk-Hundested község    |     |
| Hundige vasútállomás                     | Køgebugtbanen | Greve község                      |     |
| Hurup Thy vasútállomás                   | Thybanen | Thisted község                    |     |
| Husum vasútállomás                       | Frederikssundbanen | Koppenhága község                 |     |
| Hvalsø Station                           | Nordvestbanen Næstved-Hillerød-vasútvonal | Lejre község                      |     |
| Hvidbjerg vasútállomás                   | Thybanen | Struer község                     |     |
| Hviding Station                          | Bramming–Tønder-vasútvonal | Esbjerg község                    |     |
| Hvidovre vasútállomás                    | Vestbanen | Hvidovre község                   |     |
| Hyllerslev Station                       | Vestbanen | Varde község                      |     |
| Hårlev Station                           | Østbanen | Stevns község                     |     |
| Højby (Fyn) railway station              | Svendborgbanen | Odense község                     |     |
| Højby Sjælland Station                   | Odsherredsbanen | Odsherred község                  |     |
| Høje Taastrup vasútállomás               | Koppenhága-Fredericia-vasútvonal Vestbanen | Høje-Taastrup község              |     |
| Højslev vasútállomás                     | Langå-Struer-banen | Skive község                      |     |
| Højstrup vasúti megálló                  | Hornbækbanen | Helsingør község                  |     |
| Høng Station                             | Tølløsebanen Slagelse-Værslev-banen | Kalundborg község                 |     |
| Hørdum vasútállomás                      | Thybanen | Thisted község                    |     |
| Hørning station                          | Østjyske længdebane | Skanderborg község                |     |
| Hørve Station                            | Odsherredsbanen Hørve-Værslev-vasútvonal | Odsherred község                  |     |
| Høvelte vasútállomás                     | Nordbanen | Allerød község                    |     |
| Ikast railway station                    | Skanderborg-Skjern-banen | Ikast-Brande község               |     |
| Ishøj vasútállomás                       | Køgebugtbanen | Ishøj község                      |     |
| Islev vasútállomás                       | Frederikssundbanen | Koppenhága község                 |     |
| Janderup railway station                 | Vestbanen | Varde község                      |     |
| Jegum Station                            | Vestbanen | Varde község                      |     |
| Jelling railway station                  | Vejle–Holstebro-vasútvonal | Vejle község                      |     |
| Jerne Station                            | Lunderskov–Esbjerg-vasútvonal | Esbjerg község                    |     |
| Jersie vasútállomás                      | Køgebugtbanen | Solrød község                     |     |
| Jerup vasútállomás                       | Skagensbanen | Frederikshavn község              |     |
| Jyderup Station                          | Nordvestbanen | Holbæk község                     |     |
| Jyllingevej vasútállomás                 | Frederikssundbanen | Koppenhága község                 |     |
| Jægersborg vasútállomás                  | Nordbanen Nærum-vasútvonal | Gentofte község                   |     |
| KB Hallen vasútállomás                   | Ringbanen | Frederiksberg község              |     |
| Kagerup station                          | Gribskovbanen | Gribskov község                   |     |
| Kalundborg Station                       | Nordvestbanen | Kalundborg község                 |     |
| Kalundborg Øst Station                   | Nordvestbanen | Kalundborg község                 |     |
| Karinebæk vasúti megálló                 | Hornbækbanen | Helsingør község                  |     |
| Karise Station                           | Østbanen | Faxe község                       |     |
| Karlslunde vasútállomás                  | Køgebugtbanen | Greve község                      |     |
| Kauslunde Station                        | Nyborg-Fredericia-vasútvonal | Middelfart község                 |     |
| Kibæk Station                            | Skanderborg-Skjern-banen | Herning község                    |     |
| Kildebakke vasútállomás                  | Hareskovbanen | Gladsaxe község                   |     |
| Kildedal vasútállomás                    | Frederikssundbanen | Ballerup község                   |     |
| Kildekrog vasúti megálló                 | Hornbækbanen | Helsingør község                  |     |
| Klampenborg vasútállomás                 | Klampenborgbanen Kystbanen | Gentofte község                   |     |
| Klinkby Station                          | Lemvigbanen | Lemvig község                     |     |
| Kliplev Station                          | Sønderborg–Tinglev-vasútvonal | Aabenraa község                   |     |
| Klippinge Station                        | Østbanen | Stevns község                     |     |
| Knabstrup Station                        | Nordvestbanen | Holbæk község                     |     |
| Kokkedal vasútállomás                    | Kystbanen | Hørsholm község                   |     |
| Kolding Station                          | Fredericia-Vamdrup-vasútvonal Kolding-Hejlsminde-vasútvonal Spoorlijn Kolding - Vamdrup Kolding–Egtved-vasútvonal                                   | Kolding község                    |     |
| Kolind vasútállomás                      | Grenaabanen Randers-Ryomgård-Grenaa-banen | Syddjurs község                   |     |
| Koppenhága főpályaudvar                  | Koppenhága-Fredericia-vasútvonal Boulevardbanen Koppenhága-Malmö-vasútvonal Kystbanen Køgebugtbanen Nordbanen Vestbanen                             | Koppenhága község                 |     |
| Korsør Station                           | Koppenhága-Fredericia-vasútvonal | Slagelse község                   |     |
| Kr. Eskilstrup Station                   | Tølløsebanen | Holbæk község                     |     |
| Kratbjerg railway vasúti megálló         | Hillerød - Snekkersten-vasútvonal | Fredensborg község                |     |
| Kregme Halt                              | Frederiksværkbanen | Frederiksværk-Hundested község    |     |
| Kregme Station                           | Frederiksværkbanen | Frederiksværk-Hundested község    |     |
| Kvissel vasútállomás                     | Frederikshavn–Aalborg-vasútvonal | Frederikshavn község              |     |
| Kvistgård vasútállomás                   | Hillerød - Snekkersten-vasútvonal | Helsingør község                  |     |
| Kvægtorvet vasúti megálló                | Hirtshalsbanen | Hjørring község                   |     |
| Kværndrup Station                        | Svendborgbanen | Faaborg-Midtfyn község            |     |
| Køge Nord Station                        | Koppenhága–Ringsted-vasútvonal Køgebugtbanen | Køge község                       |     |
| Køge vasútállomás                        | Køgebugtbanen Roskilde–Næstved-vasútvonal Østbanen                                                                                                  | Køge község                       |     |
| Langerød railway vasúti megálló          | Hillerød - Snekkersten-vasútvonal | Fredensborg község                |     |
| Langeskov Station                        | Nyborg-Fredericia-vasútvonal | Kerteminde község                 |     |
| Langgade vasútállomás                    | Frederikssundbanen | Koppenhága község                 |     |
| Langå vasútállomás                       | Langå-Struer-banen Østjyske længdebane | Randers község                    |     |
| Laven station                            | Skanderborg-Skjern-banen | Samsø község                      |     |
| Lejre Station                            | Nordvestbanen | Lejre község                      |     |
| Lem railway station                      | Den vestjyske længdebane | Ringkøbing-Skjern község          |     |
| Lemvig Station                           | Lemvigbanen | Lemvig község                     |     |
| Lille Linde Station                      | Østbanen | Stevns község                     |     |
| Lille Skensved Station                   | Roskilde–Næstved-vasútvonal | Køge község                       |     |
| Lilleheden vasúti megálló                | Hirtshalsbanen | Hjørring község                   |     |
| Lindholm vasútállomás                    | Frederikshavn–Aalborg-vasútvonal | Aalborg község                    |     |
| Lundby Station                           | Sydbanen | Vordingborg község                |     |
| Lunde railway station                    | Vestbanen | Varde község                      |     |
| Lunderskov Station                       | Fredericia-Vamdrup-vasútvonal Lunderskov–Esbjerg-vasútvonal                                                                                         | Kolding község                    |     |
| Lyngby Local Station                     | Nærum-vasútvonal | Lyngby-Taarbæk község             |     |
| Lyngby vasútállomás                      | Nordbanen | Lyngby-Taarbæk község             |     |
| Lyngs vasútállomás                       | Thybanen | Struer község                     |     |
| Lystrup vasútállomás                     | Grenaabanen Den indre strækning | Aarhus község                     |     |
| Løftgård railway station                 | Vestbanen | Varde község                      |     |
| Løgten vasútállomás                      | Grenaabanen | Aarhus község                     |     |
| Malling Station                          | Odderbanen | Aarhus község                     |     |
| Malmparken vasútállomás                  | Frederikssundbanen | Ballerup község                   |     |
| Maribo Station                           | Lollandsbanen | Lolland község                    |     |
| Marienlyst vasúti megálló                | Hornbækbanen | Helsingør község                  |     |
| Melby Station                            | Frederiksværkbanen | Frederiksværk-Hundested község    |     |
| Middelfart Station                       | Nyborg-Fredericia-vasútvonal | Middelfart község                 |     |
| Måløv vasútállomás                       | Frederikssundbanen | Ballerup község                   |     |
| Mårslet Station                          | Odderbanen | Aarhus község                     |     |
| Mårsø Station                            | Odsherredsbanen | Holbæk község                     |     |
| Mårum station                            | Gribskovbanen | Gribskov község                   |     |
| Mølleparken Station                      | Odderbanen | Aarhus község                     |     |
| Mørdrup railway vasúti megálló           | Hillerød - Snekkersten-vasútvonal | Helsingør község                  |     |
| Mørke vasútállomás                       | Grenaabanen | Syddjurs község                   |     |
| Mørkøv Station                           | Nordvestbanen | Holbæk község                     |     |
| Nakskov Station                          | Lollandsbanen | Lolland község                    |     |
| Napstjært railway vasúti megálló         | Skagensbanen | Frederikshavn község              |     |
| Nejrup Station                           | Lemvigbanen | Lemvig község                     |     |
| Nivå vasútállomás                        | Kystbanen | Fredensborg község                |     |
| Nordhavn vasútállomás                    | Nordbanen M4 | Koppenhága község                 |     |
| Nr. Asmindrup Station                    | Odsherredsbanen | Odsherred község                  |     |
| Ny Ellebjerg vasútállomás                | Køgebugtbanen Ringbanen Godsforbindelsesbanen ved København M4                                                                                      | Koppenhága község                 |     |
| Ny Hagested Station                      | Odsherredsbanen | Holbæk község                     |     |
| Nyborg Station                           | Nyborg-Fredericia-vasútvonal | Nyborg község                     |     |
| Nykøbing F railway station               | Sydbanen Lollandsbanen Nykøbing–Gedser-vasútvonal                                                                                                   | Guldborgsund község               |     |
| Nykøbing Sjælland Station                | Odsherredsbanen | Odsherred község                  |     |
| Nyled Station                            | Odsherredsbanen | Odsherred község                  |     |
| Nyrup Station                            | Tølløsebanen | Sorø község                       |     |
| Nærum Station                            | Nærum-vasútvonal | Rudersdal község                  |     |
| Næstved Nord Station                     | Roskilde–Næstved-vasútvonal | Næstved község                    |     |
| Næstved Station                          | Sydbanen Roskilde–Næstved-vasútvonal Mernbanen Næstved-Hillerød-vasútvonal                                                                          | Næstved község                    |     |
| Nørgaardsvej Station                     | Nærum-vasútvonal | Lyngby-Taarbæk község             |     |
| Nørre Alslev Station                     | Sydbanen | Guldborgsund község               |     |
| Nørre Nebel Station                      | Vestbanen | Varde község                      |     |
| Nørre Åby Station                        | Nyborg-Fredericia-vasútvonal | Middelfart község                 |     |
| Nørrebro vasútállomás                    | Ringbanen | Koppenhága község                 |     |
| Nørreport vasútállomás                   | Boulevardbanen Nordbanen Kystbanen | Koppenhága község                 |     |
| Nørrevænget Station                      | Odderbanen | Aarhus község                     |     |
| Odder Station                            | Odderbanen | Odder község                      |     |
| Oddesund North vasútállomás              | Thybanen | Struer község                     |     |
| Odense Sygehus Station                   | Svendborgbanen | Odense község                     |     |
| Odense vasútállomás                      | Nyborg-Fredericia-vasútvonal Svendborgbanen Nordfyenske Jernbane                                                                                    | Odense község                     |     |
| Oksbøl railway station                   | Vestbanen | Varde község                      |     |
| Ordrup vasútállomás                      | Klampenborgbanen | Gentofte község                   |     |
| Orehoved Station                         | Sydbanen | Guldborgsund község               |     |
| Outrup railway station                   | Vestbanen | Varde község                      |     |
| Padborg vasútállomás                     | Vamdrup-Padborg-vasútvonal | Aabenraa község                   |     |
| Pederstrup Station                       | Svendborgbanen | Faaborg-Midtfyn község            |     |
| Peter Bangs Vej vasútállomás             | Frederikssundbanen | Frederiksberg község              |     |
| Plantagen Station                        | Hedelands Veteranbane | Høje-Taastrup község              |     |
| Pårup railway halt                       | Gribskovbanen | Gribskov község                   |     |
| Ramme Station                            | Lemvigbanen | Lemvig község                     |     |
| Randers vasútállomás                     | Randers-Aalborg-vasútvonal Randers-Ryomgård-vasútvonal Randers–Aarhus-vasútvonal Randers–Hadsund-vasútvonal                                         | Randers község                    |     |
| Ravnholm Station                         | Nærum-vasútvonal | Lyngby-Taarbæk község             |     |
| Regstrup Station                         | Nordvestbanen | Holbæk község                     |     |
| Rejsby Station                           | Bramming–Tønder-vasútvonal | Tønder község                     |     |
| Ribe Nørremark Station                   | Bramming–Tønder-vasútvonal | Esbjerg község                    |     |
| Ribe Station                             | Bramming–Tønder-vasútvonal | Esbjerg község                    |     |
| Rimmen railway vasúti megálló            | Skagensbanen | Frederikshavn község              |     |
| Ringe Station                            | Svendborgbanen spoorlijn Ringe - Faaborg Fåborg-Ringe-Nyborg-banen                                                                                  | Faaborg-Midtfyn község            |     |
| Ringkøbing Station                       | Den vestjyske længdebane Ørnhøjbanen | Ringkøbing-Skjern község          |     |
| Ringsted állomás                         | Koppenhága-Fredericia-vasútvonal Sydbanen Koppenhága–Ringsted-vasútvonal Næstved-Hillerød-vasútvonal                                                | Ringsted község                   |     |
| Rosenhøj Station                         | Odderbanen | Aarhus község                     |     |
| Roskilde Vest Station                    | Nordvestbanen | Roskilde község                   |     |
| Roskilde vasútállomás                    | Koppenhága-Fredericia-vasútvonal Nordvestbanen Roskilde–Næstved-vasútvonal                                                                          | Roskilde község                   |     |
| Rubjerg Station                          | Hedelands Veteranbane | Høje-Taastrup község              |     |
| Rude Havvej railway station              | Odderbanen | Odder község                      |     |
| Rudme Station                            | Svendborgbanen | Faaborg-Midtfyn község            |     |
| Ruds Vedby Station                       | Tølløsebanen | Sorø község                       |     |
| Rungsted Kyst vasútállomás               | Kystbanen | Hørsholm község                   |     |
| Ry station                               | Skanderborg-Skjern-banen | Skanderborg község                |     |
| Ryde Station                             | Lollandsbanen | Lolland község                    |     |
| Ryomgård vasútállomás                    | Grenaabanen Randers-Ryomgård-vasútvonal Ryomgård-Grenaa Vest-vasútvonal                                                                             | Syddjurs község                   |     |
| Ryparken vasútállomás                    | Hareskovbanen Ringbanen | Koppenhága község                 |     |
| Rødekro Station                          | Vamdrup-Padborg-vasútvonal Rødekro–Aabenraa-vasútvonal Rødekro–Løgumkloster–Bredebro-vasútvonal                                                     | Aabenraa község                   |     |
| Rødkærsbro vasútállomás                  | Langå-Struer-banen railroad Rødkærsbro - Silkeborg                                                                                                  | Viborg község                     |     |
| Rødovre vasútállomás                     | Vestbanen | Rødovre község                    |     |
| Rødvig Station                           | Østbanen | Stevns község                     |     |
| Rønland Station                          | Lemvigbanen | Lemvig község                     |     |
| Sakskøbing Station                       | Lollandsbanen | Guldborgsund község               |     |
| Saltrup railway halt                     | Gribskovbanen | Gribskov község                   |     |
| Saunte vasútállomás                      | Hornbækbanen | Helsingør község                  |     |
| Sejstrup Station                         | Bramming–Tønder-vasútvonal | Esbjerg község                    |     |
| Sig railway station                      | Den vestjyske længdebane | Varde község                      |     |
| Silkeborg Station                        | Skanderborg-Skjern-banen | Samsø község                      |     |
| Sindal vasútállomás                      | Frederikshavn–Aalborg-vasútvonal | Hjørring község                   |     |
| Sinkbæk Station                          | Lemvigbanen | Lemvig község                     |     |
| Sjælør vasútállomás                      | Køgebugtbanen | Koppenhága község                 |     |
| Sjørring vasútállomás                    | Thybanen | Thisted község                    |     |
| Skagen vasútállomás                      | Skagensbanen | Frederikshavn község              |     |
| Skalbjerg Station                        | Nyborg-Fredericia-vasútvonal | Assens község                     |     |
| Skalborg vasútállomás                    | Randers-Aalborg-vasútvonal | Aalborg község                    |     |
| Skanderborg Station                      | Fredericia–Aarhus-vasútvonal Skanderborg-Skjern-banen                                                                                               | Skanderborg község                |     |
| Skellebjerg Station                      | Tølløsebanen | Sorø község                       |     |
| Skibstrup vasúti megálló                 | Hornbækbanen | Helsingør község                  |     |
| Skive vasútállomás                       | Langå-Struer-banen | Skive község                      |     |
| Skjern Station                           | Den vestjyske længdebane Skanderborg-Skjern-banen Skjern-Videbæk-vasútvonal                                                                         | Ringkøbing-Skjern község          |     |
| Skodsborg vasútállomás                   | Kystbanen | Rudersdal község                  |     |
| Skolebakken Station                      | Grenaabanen Den indre strækning | Aarhus község                     |     |
| Skovbrynet vasútállomás                  | Hareskovbanen | Gladsaxe község                   |     |
| Skovlunde vasútállomás                   | Frederikssundbanen | Ballerup község                   |     |
| Skærbæk Station                          | Bramming–Tønder-vasútvonal | Tønder község                     |     |
| Skævinge Station                         | Frederiksværkbanen | Hillerød község                   |     |
| Skødstrup vasútállomás                   | Grenaabanen | Aarhus község                     |     |
| Skørping vasútállomás                    | Randers-Aalborg-vasútvonal | Rebild község                     |     |
| Slagelse Station                         | Koppenhága-Fredericia-vasútvonal Tølløsebanen | Slagelse község                   |     |
| Slotspavillonen Station                  | Gribskovbanen | Hillerød község                   |     |
| Snedsted vasútállomás                    | Thybanen | Thisted község                    |     |
| Snekkersten vasútállomás                 | Kystbanen Hillerød - Snekkersten-vasútvonal | Helsingør község                  |     |
| Solrød Strand vasútállomás               | Køgebugtbanen | Solrød község                     |     |
| Sommerland Sjælland Station              | Odsherredsbanen | Odsherred község                  |     |
| Sorgenfri vasútállomás                   | Nordbanen | Lyngby-Taarbæk község             |     |
| Sorø Station                             | Koppenhága-Fredericia-vasútvonal Sorø-Vedde-banen                                                                                                   | Sorø község                       |     |
| Spangsbjerg railway station              | Den vestjyske længdebane | Esbjerg község                    |     |
| Sparkær railway station                  | Langå-Struer-banen | Viborg község                     |     |
| Sprogøvej Station                        | Lemvigbanen | Lemvig község                     |     |
| St. Merløse Station                      | Tølløsebanen | Holbæk község                     |     |
| Stenager Station                         | Hedelands Veteranbane | Høje-Taastrup község              |     |
| Stengården vasútállomás                  | Hareskovbanen | Gladsaxe község                   |     |
| Stenhus Station                          | Odsherredsbanen | Holbæk község                     |     |
| Stenlille Station                        | Tølløsebanen | Sorø község                       |     |
| Stenløse vasútállomás                    | Frederikssundbanen | Egedal község                     |     |
| Stenstrup Station                        | Svendborgbanen | Svendborg község                  |     |
| Stenstrup Syd Station                    | Svendborgbanen | Svendborg község                  |     |
| Stoholm vasútállomás                     | Langå-Struer-banen | Viborg község                     |     |
| Store Heddinge Station                   | Østbanen | Stevns község                     |     |
| Strandby vasútállomás                    | Skagensbanen | Frederikshavn község              |     |
| Strande Station                          | Lemvigbanen | Lemvig község                     |     |
| Struer vasútállomás                      | Thybanen Langå-Struer-banen Den vestjyske længdebane                                                                                                | Struer község                     |     |
| Studsgård railway station                | Skanderborg-Skjern-banen | Herning község                    |     |
| Stæremosen vasúti megálló                | Hornbækbanen | Gribskov község                   |     |
| Støvring vasútállomás                    | | Rebild község                     |     |
| Svanemøllen vasútállomás                 | Nordbanen Hareskovbanen Frihavnsbanen | Koppenhága község                 |     |
| Svebølle Station                         | Nordvestbanen | Kalundborg község                 |     |
| Svejbæk Station                          | Skanderborg-Skjern-banen | Samsø község                      |     |
| Svendborg West Station                   | Svendborgbanen | Svendborg község                  |     |
| Svendborg vasútállomás                   | Svendborgbanen | Svendborg község                  |     |
| Svenstrup vasútállomás                   | Randers-Aalborg-vasútvonal | Aalborg község                    |     |
| Svinninge Station                        | Odsherredsbanen | Holbæk község                     |     |
| Sydhavn vasútállomás                     | Køgebugtbanen | Koppenhága község                 |     |
| Søborg vasúti megálló                    | Hornbækbanen | Gribskov község                   |     |
| Søllested Station                        | Lollandsbanen | Lolland község                    |     |
| Sølund Station                           | Hedelands Veteranbane | Høje-Taastrup község              |     |
| Sønderborg Station                       | Sønderborg–Tinglev-vasútvonal Sønderborg–Skovby-vasútvonal                                                                                          | Sønderborg község                 |     |
| Taastrup vasútállomás                    | Vestbanen | Høje-Taastrup község              |     |
| Tarm railway station                     | Den vestjyske længdebane | Ringkøbing-Skjern község          |     |
| Taulov Station                           | Fredericia-Vamdrup-vasútvonal | Fredericia község                 |     |
| Teglgårdsvej vasúti megálló              | Hirtshalsbanen | Hjørring község                   |     |
| The station at Holeby                    | | Lolland község                    |     |
| Thisted vasútállomás                     | Thybanen Thisted-Fjerritslev Jernbane | Thisted község                    |     |
| Thorsager Station                        | Grenaabanen | Syddjurs község                   |     |
| Thyborøn Kirke Station                   | Lemvigbanen | Lemvig község                     |     |
| Thyborøn Station                         | Lemvigbanen | Lemvig község                     |     |
| Thyregod Station                         | Vejle–Holstebro-vasútvonal | Vejle község                      |     |
| Tim railway station                      | Den vestjyske længdebane | Ringkøbing-Skjern község          |     |
| Tinglev Station                          | Sønderborg–Tinglev-vasútvonal Vamdrup-Padborg-vasútvonal Tønder–Tinglev-vasútvonal                                                                  | Aabenraa község                   |     |
| Tistrup railway station                  | Den vestjyske længdebane | Varde község                      |     |
| Tisvildeleje vasútállomás                | Gribskovbanen | Gribskov község                   |     |
| Tjæreborg Station                        | Lunderskov–Esbjerg-vasútvonal | Esbjerg község                    |     |
| Tokkerup Station                         | Østbanen | Faxe község                       |     |
| Tolne vasútállomás                       | Frederikshavn–Aalborg-vasútvonal | Hjørring község                   |     |
| Tommerup Station                         | Nyborg-Fredericia-vasútvonal Assensbanen | Assens község                     |     |
| Tornby vasútállomás                      | Hirtshalsbanen | Hjørring község                   |     |
| Torsøvej vasútállomás                    | Grenaabanen | Aarhus község                     |     |
| Tranbjerg Station                        | Odderbanen | Aarhus község                     |     |
| Trekroner Station                        | Koppenhága-Fredericia-vasútvonal | Roskilde község                   |     |
| Troldebakkerne railway station           | Gribskovbanen | Gribskov község                   |     |
| Troldhede Station                        | Skanderborg-Skjern-banen Troldhede-Kolding-Vejen Jernbane                                                                                           | Ringkøbing-Skjern község          |     |
| Trustrup vasútállomás                    | Grenaabanen Ebeltoft–Trustrup-vasútvonal Randers-Ryomgård-Grenaa-banen                                                                              | Norddjurs község                  |     |
| Tureby Station                           | Roskilde–Næstved-vasútvonal | Køge község                       |     |
| Tårnby vasútállomás                      | Koppenhága-Malmö-vasútvonal | Tårnby község                     |     |
| Tølløse Station                          | Nordvestbanen Tølløsebanen | Holbæk község                     |     |
| Tønder Nord Station                      | Bramming–Tønder-vasútvonal | Tønder község                     |     |
| Tønder station                           | Bramming–Tønder-vasútvonal Tønder–Tinglev-vasútvonal Højerbanen                                                                                     | Tønder község                     |     |
| Uglev vasútállomás                       | Thybanen | Struer község                     |     |
| Ulfborg railway station                  | Den vestjyske længdebane | Holstebro község                  |     |
| Ulstrup vasútállomás                     | Langå-Struer-banen | Favrskov község                   |     |
| Valby vasútállomás                       | Koppenhága-Fredericia-vasútvonal Frederikssundbanen Vestbanen                                                                                       | Koppenhága község                 |     |
| Vallensbæk vasútállomás                  | Køgebugtbanen | Vallensbæk község                 |     |
| Vallø Station                            | Østbanen | Stevns község                     |     |
| Vamdrup Station                          | Fredericia-Vamdrup-vasútvonal Vamdrup-Padborg-vasútvonal                                                                                            | Kolding község                    |     |
| Vangede vasútállomás                     | Hareskovbanen | Gentofte község                   |     |
| Vanløse Station                          | Frederikssundbanen | Koppenhága község                 |     |
| Varde Kaserne station                    | Den vestjyske længdebane | Varde község                      |     |
| Varde Nord station                       | Den vestjyske længdebane | Varde község                      |     |
| Varde Station                            | Den vestjyske længdebane Vestbanen | Varde község                      |     |
| Varde Vest station                       | Vestbanen | Varde község                      |     |
| Varpelev Station                         | Østbanen | Stevns község                     |     |
| Vedbæk vasútállomás                      | Kystbanen | Rudersdal község                  |     |
| Vedde Station                            | Tølløsebanen Sorø-Vedde-banen | Sorø község                       |     |
| Vejby Station                            | Gribskovbanen | Gribskov község                   |     |
| Vejen Station                            | Lunderskov–Esbjerg-vasútvonal | Vejen község                      |     |
| Vejle Station                            | Vejle–Holstebro-vasútvonal Østjyske længdebane | Vejle község                      |     |
| Vejle Sygehus railway station            | Vejle–Holstebro-vasútvonal | Vejle község                      |     |
| Veksø vasútállomás                       | Frederikssundbanen | Egedal község                     |     |
| Vellingshøj vasútállomás                 | Hirtshalsbanen | Hjørring község                   |     |
| Vemb Station                             | Den vestjyske længdebane Lemvigbanen | Holstebro község                  |     |
| Vesterport vasútállomás                  | Boulevardbanen Nordbanen | Koppenhága község                 |     |
| Vestre Strandallé vasúti megálló         | Grenaabanen | Aarhus község                     |     |
| Vibehus Halt                             | Frederiksværkbanen | Frederiksværk-Hundested község    |     |
| Viborg vasútállomás                      | Langå-Struer-banen Herning-Viborg-vasútvonal | Viborg község                     |     |
| Viby J station                           | Odderbanen Østjyske længdebane | Aarhus község                     |     |
| Viby Sjælland Station                    | Koppenhága-Fredericia-vasútvonal | Roskilde község                   |     |
| Victoria Street Station                  | Lemvigbanen | Lemvig község                     |     |
| Vidstrup vasútállomás                    | Hirtshalsbanen | Hjørring község                   |     |
| Vig Station                              | Odsherredsbanen | Odsherred község                  |     |
| Vigerslev Allé vasútállomás              | Ringbanen | Koppenhága község                 |     |
| Vigerslev station                        | Godsforbindelsesbanen ved København Koppenhága–Ringsted-vasútvonal Koppenhága-Malmö-vasútvonal                                                      | Koppenhága község                 |     |
| Vildbjerg Railway Station                | Vejle–Holstebro-vasútvonal | Herning község                    |     |
| Vilhelmsborg Station                     | Odderbanen | Aarhus község                     |     |
| Vinderup vasútállomás                    | Langå-Struer-banen | Holstebro község                  |     |
| Vinge station                            | Frederikssundbanen | Frederikssund község              |     |
| Vipperød Station                         | Nordvestbanen | Holbæk község                     |     |
| Virum vasútállomás                       | Nordbanen | Lyngby-Taarbæk község             |     |
| Visby Station                            | Bramming–Tønder-vasútvonal | Tønder község                     |     |
| Vojens Station                           | Vamdrup-Padborg-vasútvonal Vojens–Haderslev-vasútvonal                                                                                              | Haderslev község                  |     |
| Vordingborg Station                      | Sydbanen Kalvehavebanen | Vordingborg község                |     |
| Vrist Station                            | Lemvigbanen | Lemvig község                     |     |
| Vrå vasútállomás                         | Frederikshavn–Aalborg-vasútvonal | Hjørring község                   |     |
| Vrøgum railway station                   | Vestbanen | Varde község                      |     |
| Værløse vasútállomás                     | Hareskovbanen | Furesø község                     |     |
| Ydby vasútállomás                        | Thybanen | Thisted község                    |     |
| Ålholm vasútállomás                      | Ringbanen | Koppenhága község                 |     |
| Ålsgårde vasútállomás                    | Hornbækbanen | Helsingør község                  |     |
| Åmarken vasútállomás                     | Køgebugtbanen | Hvidovre község                   |     |
| Årslev railway station                   | Svendborgbanen | Faaborg-Midtfyn község            |     |
| Ø. Toreby Station                        | Lollandsbanen | Guldborgsund község               |     |
| Ølby vasútállomás                        | Køgebugtbanen Roskilde–Næstved-vasútvonal | Køge község                       |     |
| Ølgod railway station                    | Den vestjyske længdebane | Varde község                      |     |
| Øllegårdsvej Station                     | Odderbanen | Aarhus község                     |     |
| Ølsted train station                     | Frederiksværkbanen | Frederiksværk-Hundested község    |     |
| Ølstykke vasútállomás                    | Frederikssundbanen | Egedal község                     |     |
| Ørby Station                             | Gribskovbanen | Gribskov község                   |     |
| Ørestad vasútállomás                     | Koppenhága-Malmö-vasútvonal | Koppenhága község                 |     |
| Ørholm Station                           | Nærum-vasútvonal | Lyngby-Taarbæk község             |     |
| Østbanetorvet Station                    | Grenaabanen | Aarhus község                     |     |
| Østerbjerg Station                       | Frederiksværkbanen | Frederiksværk-Hundested község    |     |
| Østerport vasútállomás                   | Boulevardbanen Nordbanen Kystbanen Frihavnsbanen M4 Cityringen                                                                                      | Koppenhága község                 |     |